# جان لکلر
جان لکلر (انگلیسی: John LeClair؛ زادهٔ ۵ ژوئیهٔ ۱۹۶۹) بازیکن هاکی روی یخ اهل ایالات متحده آمریکا است.
وی همچنین برندهٔ جوایزی همچون جام استنلی شده‌است.
از باشگاه‌هایی که در آن بازی کرده‌است می‌توان به فیلادلفیا فلایرز و مونترآل کانادینز اشاره کرد.